# Sarah Murcia
Pour les articles homonymes, voir Murcia.
Sarah Murcia, née en 1976,  est une contrebassiste française de jazz.

## Biographie
Elle étudie le piano au Conservatoire à rayonnement régional de Boulogne-Billancourt, puis le violoncelle, et la contrebasse avec Jean-François Jenny-Clark.
Elle a commencé sa carrière en tant qu'accompagnatrice de variétés (CharlÉlie Couture, Jeanne Balibar), et de musiques du monde (Fania).
Elle intègre le Magic Malik Orchestra en 2000, et fait aussi partie du groupe Las Ondas Marteles avec Sébastien Martel. Elle fonde son groupe, Caroline, en 2001, aux côtés de Franck Vaillant, Gilles Coronado et Olivier Py. En 2005 et 2006, elle joue dans le groupe de Steve Coleman.
Elle compose aussi des musiques de film, L'Œil de l'autre et L'Homme des foules, du cinéaste John Lvoff, et travaille comme arrangeuse pour les émissions musicales de Paul Ouazan sur Arte.
En 2022, elle participe à l'Orchestre national de jazz pour le programme « Ex Machina », composé par Steve Lehman et Frédéric Maurin.

## Discographie

### Leadeuse ou coleadeuse
- 1999 : Varans de Komodo, avec Varans de Komodo (Fairplay/Scalen)
- 2016 : Never Mind The Future (Ayler Records (de))
- 2019 : Eyeballing

Avec Kamilya Jubran
- 2013 : Nhaoul (Accords croisés)
- 2017 : Habka (Abalone productions)

Avec Noël Akchoté
- 2016 : Sarah Muricia & Noël Akchoté (Believe Digital)
- 2017 : J'aime tes genoux (Believe Digital)

### Accompagnatrice
Avec José Seguido
- 1999 : Seguido Quartet (Hidalgo)

Avec Charlélie Couture
- 1999 : Soudés soudés (V2 Music)

Avec Sabreen
- 2000 : Ala Fein (Sabreen Prod)

Avec Fania
- 2000 : Sopi (Sony music)
- 2001 : 109 (V2 Music)

Avec Jeanne Balibar
- 2003 : Paramour (Dernière Bande)
- 2006 : Slalom Dame (Naïve)

Avec Seb Martel
- 2003 : Ragalet (Sources)

Avec Fred Poulet
- 2003 : Hollywood Baby (Label Bleu)
- 2005 : Milan Athletic Club (Label Bleu)

Avec Magic Malik Orchestra
- 2003 : 00237 (Label Bleu)
- 2004 : 13 XP Song's Book (Label  Bleu)
- 2005 : XP2 (Label Bleu)
- 2008 : Altiplano, Jaime Torres, Minino Garay, Magic Malik (Accords croisés)
- 2008 : Saoule (Label Bleu)

Avec Las Ondas Marteles
- 2004 : Y despues de todo (Label Bleu)
- 2009 : On Da Rocks (A rag/Because)

Avec Franck Monnet
- 2004 : Au grand jour (Tôt ou tard)

Avec Caroline
- 2004 : Caroline (Chief Inspector)
- 2008 : Monaco (Label Bleu)
- 2011 : Garden parti-Caroline, Yes ! (Zig-Zag territoires)
- 2015 : Dog Eats Cat Eats Mouse (Live au Triton)

Avec Emily Loizeau
- 2006 : L'Autre Bout du monde (Fargo)

Avec Jacques Higelin
- 2006 : Amor Doloroso (EMI)
- 2016 : Higelin 75 (Sony Music)

Avec Steve Coleman and five elements
- 2006 : Weaving Symbolics (Label Bleu)

Avec Pierre Alferi et Jacques Julie
- 2007 : Ça commence à Séoul (P.O.L/Dernière bande)

Avec Antoine Prawerman & Vegetal Beauty
- 2008 : Troposphere (Mogno Music)

Avec Georges Moustaki
- 2008 : Solitaire (EMI)

Avec Paul Ouazan et l'atelier de recherche d'Arte France
- 2008 : Route 67 (Harmonia mundi)

Avec Piers Faccini
- 2009 : Two grains of sand (Tôt ou tard)

Avec Sylvain Cathala trio
- 2009 : Moonless (Connexe sphere)
- 2012 : Flow and Cycle (Connexe sphere)
- 2017 : Hope (Connexe Sphere)
- 2019 : Cullinan (Connexe Sphere)

Avec Jim Yamouridis
- 2011 : Into the day (Starlight Walker)
- 2011 : The True Blue Skies (Microcultures)

Avec Beau Catcheur
- 2012 : Beau Catcheur chante (artisanal)

Avec Elysian Fields
- 2012 : For house cats and sea fans (Vicious circle)

Avec Pearls of Swines
- 2014 : Pearls of Swines (Musea)

Avec Stranded Horse
- 2015 : Luxe (Musea)

Avec Albin de la Simone
- 2017 : L'un de nous (Tôt ou tard)

Avec Rodolphe Burger
- 2017 : Good (Dernière bande)

Avec Louis Sclavis Quartet
- 2017 : Loin dans les terres (Live at Theater Gutersloh)
- 2019 : Characters ona Wall (ECM)

Avec Lo'jo
- 2017 : Fonetic Flowers (Pias/World Village)

### Musiques de films
- L’homme des foules de John Lvoff (2001)
- L'Œil de l'autre de John Lvoff (2005)
- La ballade de Kouski d'Olivier Langlois (2008, TV)
- L’enfance du mal d'Olivier Coussemacq (2009)
- Averroès et Rosa Parks, documentaire de Nicolas Philibert (2024) : générique de fin.